# الاكمة (الظهار)

تعديل مصدري - تعديل

الاكمة محلة تابعة لقرية الظبر، التابعة لعزلة ثواب الاسفل بمديرية الظهار إحدى مديريات محافظة إب في الجمهورية اليمنية.، بلغ تعداد سكانها 167 حسب تعداد اليمن لعام 2004.